# Suramina
Suramina – organiczny związek chemiczny, lek przeciwpierwotniakowy stosowany dożylnie w leczeniu zakażeń, leiszmaniozy i trypanosomozy; inhibitor działania czynnika wzrostu naskórka. Hamuje rozwój nowotworowych klonów komórkowych niezależnych od wpływu androgenów. Ponieważ charakteryzuje się dużą toksycznością stosowanie jej w lecznictwie jest ograniczone.
Pierwotnie znalazła zastosowanie w leczeniu śpiączki afrykańskiej (stosowana we wczesnym stadium hemolimfatycznym – 1. dnia dawka próbna 4–5 mg/kg, 3., 10., 17., 24. i 31. dnia dawki 20 mg/kg, maksymalna dawka 1 g w jednej iniekcji) oraz innych pasożytniczych chorób tropikalnych. Ubocznie powoduje podrażnienie przewodu pokarmowego, świąd skóry, nefrotoksyczność (albuminurię), światłowstręt i parestezje.
W 1984 roku w wyniku badań prowadzonych nad AIDS wykazano, że suramina hamuje aktywność odwrotnej transkryptazy kilku wirusów (w tym retrowirusów, wirusa białaczki mysiej oraz ptasiej myeloblastosis) oraz zmniejsza zakaźność i efekt cytopatyczny HTLV-III w dawkach osiąganych u ludzi.
W leczeniu zaawansowanego raka kory nadnercza, suramina zastosowana in vitro ma działanie cytotoksyczne oraz przyczynia się do spadku wytwarzanie steroidów. Kumuluje się w korze nadnerczy.
W stężeniu 0,1–1,0 mg/l zmniejsza aktywność odwrotnej transkryptazy o ok. 50%. Działa też na polimerazę RNA i wirusowe proteazy.
Klinicznie jej okres półtrwania wynosi ponad 40 dni. U chorych z AIDS stosuje się lek w dawce 1g/die przez 6 tygodni (in vitro); utrzymuje się on przez kilka tygodni w surowicy krwi w stężeniu 100 mg/l. Następnie stosowane jest dawkowanie podtrzymujące w ilości 1 g/tydz. Preparat w 99% wiąże się z białkami surowicy, a wydala się z moczem. Pomimo leczenia nadal izolować można u pacjentów retrowirus HIV. Lek praktycznie nie ulega metabolizmowi, 99,7% leku wiąże się z białkami osocza.
Prowadzone są wczesne badania kliniczne nad skutecznością suraminy w zwalczaniu objawów autystycznych.